# Gustavia longicornis
Gustavia longicornis är en kvalsterart som först beskrevs av Berlese 1904.  Gustavia longicornis ingår i släktet Gustavia och familjen Gustaviidae. Inga underarter finns listade i Catalogue of Life.